# Blackadder II
Blackadder II è una serie televisiva prodotta dalla BBC nel 1986. È la seconda stagione della serie Blackadder.

## Trama
La serie è ambientata a Londra nel XVI secolo, durante il regno della regina Elisabetta I d'Inghilterra, interpretata da Miranda Richardson. Il protagonista è Edmund Blackadder, pronipote dell'omonimo personaggio protagonista della prima serie The Black Adder; nel corso delle serie, si trova ad affrontare regolarmente la regina oltre al suo antagonista, Lord Melchett (Stephen Fry) e la prima tata della regina, Nursie (Patsy Byrne).

## Produzione
Seguendo le richieste della BBC di modifiche e di riduzione del budget, vennero fatti alcuni cambiamenti. La seconda serie fu la prima a stabilire il carattere familiare di Blackadder: scaltro, accorto e acuto, in netto contrasto con l'imbranato principe Edmund della prima serie. Per rendere lo show più economicamente vantaggioso, venne girato senza scene all'esterno (la prima serie era stata girata in un vero castello), e per molte usarono set al chiuso, come per la stanza del trono della Regina e la parte anteriore della camera dei Blackadder.

## Riconoscimenti
Una frase pronunciata in questa serie, "Gli occhi sono aperti, la bocca si muove, ma Mr.Cervello è defunto, non è così Percy?", si posizionò al terzo posto in una lista dei 25  migliori insulti degli ultimi 40 anni dal magazine Radio Times.